# Royal Wood
Royal Wood egy Juno-díjra jelölt kanadai zenész és lemezproducer, aki az Ontario állambeli Torontóban él. Eddig nyolc stúdióalbumot, három EP-t és egy élő lemezt adott ki. Zenéjében hangsúlyosak a dalszövegek, az érzelmes hangulatok és az akusztikus hangzásvilág. Royal Wood sikeres karriert futott be Kanadában és nemzetközi szinten is.

## Életrajz

### Fiatalkora
Wood John Royal Wood Nicholson néven született, és az ontariói Lakefieldben nevelkedett. Royal Wood előadói nevét és valódi középső nevét dédapja, Royal Rufus Wood emlékére választotta, aki 1962-ben halt meg.
Wood zenével teli környezetben nőtt fel; bátyja, Luke Nicholson szintén énekes-dalszerző. Négyéves korában hallás után kezdett el zongorázni, és nyolcévesen kezdettt zongoraórára járni. Az iskola zenei programja segítségével sokféle hangszerhez jutott hozzá, és tinédzser korára multiinstrumentalista lett, aki gitáron, basszusgitáron, dobon, klarinéton és trombitán tudott játszani.
A középiskola után Wood a McGill Egyetemen tanult üzleti tanulmányokat. Ez idő alatt montreali jazzklubokban zongorázott, és a gitározásra összpontosított, miközben dalszerzőként is próbálta megtalálni a hangját.

### Zenei pályafutása
Wood 2002-ben adta ki első EP-jét The Milkweed EP címmel. Ezt a dalgyűjteményt maga Wood írta, hangszerelte és készítette. A kiadás sok kritikai elismerést kapott, a kritikusok pedig Randy Newmannel, Jeff Buckley-vel és Tom Waits-szel hasonlították össze.
Ezt követően Wood nekilátott, hogy egy szuper poplemezt készítsen teljes hosszúságú debütáló albumához. A Beatlesből és a Beach Boysból ihletet merítve ismét produceri feladatokat vállalt a felvételek során. 2004-ben a Maple Music kiadónál Wood kiadta Tall Tales című albumát. A lemez gazdag hangzása és sokrétű hangszerelése nagy kritikai figyelmet kapott, Woodot pedig dicsérték énekstílusáért és nagy hatású szövegeiért. 
Az érettebb hangzás megteremtése céljából a művész 2005-ben belépett a torontói Reaction Studiosba, hogy megkezdje következő albumának rögzítését. A felvételek során Steinway zongorát használt, egy teljes vonósnégyest szólaltatott meg, és számos ismert zenész, köztük Hawksley Workman és Kurt Swinghammer segítségét is igénybe vette. Az eredmény az A Good Enough Day lett, amely 2007-ben a kanadai Dead Daisy Recordsnál, 2008-ban pedig a Rounder Europenál jelent meg. 
A lemezről három kislemez és három klip készült: "A Mirror Without", "Juliet" és "I'm So Glad". A lemez zenéje több tévé- és filmzenén is szerepelt, köztük a TMN/Movie Central ReGenesis című sorozatában, a CBC This Is Wonderland című sorozatában, a Playing House című CTV-filmben, a The End of Silence című filmben és a Food Network A szürreális ínyenc című filmjében. Nemzetközi szinten az "A Mirror Without" a Grey's Anatomy egyik epizódjában szerepelt. A "Paradise" című dal a Private Practice egyik epizódjában is szerepelt.
Az A Good Enough Day sikerével Wood meghívást kapott, hogy számos kanadai zenésszel, köztük Emm Grynerrel, Sarah Harmerrel, Kathleen Edwards-szal, Sarah Slean-nel, Jill Barberrel és Serena Ryderrel ossza meg a színpadot. A lemez a Rounder Europe megjelenésének támogatására 2008-ban európai turnéra is indult.
Következő lemezén Wood a szövegekre és a vonós hangszerelésekre akart koncentrálni. Az eredmény a 2009-es The Lost and Found EP lett. Folyamatosan növekvő rajongótáborral Wood 2009 novemberében indult első  nyugat-kanadai turnéjára, amelyhez csatlakozott Rose Cousins kanadai énekes-dalszerző is.
2010-ben kiadta a The Waiting-et, ami után az iTunes Canada az év iTunes-dalszerzői közé választotta. Ugyanebben az évben a Juno-díj év dalszerzőjére is jelölték. Egy teljes országos turnén támogatta David Grayt, és három fő turnét teljesített Kanadában, valamint más európai és amerikai turnét is. 
2012-es We Were Born to Glory című albuma a kanadai albumlista top 25-ében debütált, a 2013-as Juno Awards-on pedig az Év Felnőtt Alternatív Albuma kategóriában jelölték. Az első kislemez az albumról a "Not Giving Up" volt.
2014. március 18-án a Wood kiadta a The Burning Bright című albumot. A Forever and Ever kislemezdal Top 40-es sláger volt Kanadában. 2014 júniusában kiadott egy kísérőalbumot, I Wish You Well címmel, amely öt új dalt és négy eredeti mixet tartalmazott az előző albumról. A lemezt Dean Drouillarddal közösen készítették, míg az anyag nagy részét Woodnak az írországi Meath megyében való tartózkodása ihlette.
Wood 2016-ban kiadta a Ghost Light-ot, amely pozitív kritikákat kapott, többek között az Irish Times is az „Év legjobb albumai” közé sorolta. A vezető kislemez, a Long Way Out bekerült a CBC Music Top 20-ba. 2017-ben jelent meg nemzetközileg az Outside Music kiadónál. A Ghost Light lendülete és Wood karrierjének sikerei oda vezettek, hogy Bonnie Raitt 2017-es országos kanadai turnéjának „nagyon különleges vendége” lehetett.
A művész 2018 áprilisában jelentette meg legújabb albumát, az Ever After the Farewellt. A vezető kislemez, a California Nights bekerült a Radio 2 Top 20-ba. A világ körüli turné csúcspontjai között szerepelt a torontói Massey Hall, az edmontoni Winspear Center és a halifaxi Rebecca Cohn Auditorium. 2018. október 26-án jelent meg egy kísérő EP, Love Will Linger néven. 2021-ben Wood kiadott egy élő felvételt a Massey Hallban való fellépéséről Live at Massey Hall címmel.

## Magánélet
2008-ban Wood és énekes-dalszerzőtársa, Sarah Slean eljegyezték egymást Párizsban;  a pár 2009-ben házasodott össze.  2014 januárjában Slean bejelentette, hogy ő és Wood barátként váltak el egymástól. 
Wood 2017-ben feleségül vette Alison Waldbauert. Toronto Liberty Village negyedében élnek. Emellett Woodnak van egy farmja Peterborough közelében.

## Diszkográfia

### Stúdióalbumok
- Tall Tales (2004)
- Egy elég jó nap (2007)
- A várakozás (2010)
- Dicsőségnek születtünk (2012) 23. CAN [12]
- The Burning Bright (2014)
- Jót kívánok (2014)
- Ghost Light (2016)
- Ever After the Farewell (2018)
- Mit hoz a holnap (2022)

### EP-k
- The Milkweed EP (2003)
- The Lost and Found EP (2009)
- Love Will Linger EP (2018)

### Élő albumok
- Royal Wood – Élőben a Massey Hallban (2021)

### DVD-k
- Royal Wood – Live at the Grand (2015)

## Fordítás
- Ez a szócikk részben vagy egészben  a   Royal Wood című angol Wikipédia-szócikk ezen változatának fordításán alapul.  Az eredeti cikk szerkesztőit annak laptörténete sorolja fel. Ez a jelzés csupán a megfogalmazás eredetét és a szerzői jogokat jelzi, nem szolgál a cikkben szereplő információk forrásmegjelöléseként.